# نشانه آبادی در تابس دورسالیس
نشانهٔ آبادی در تابس دورسالیس (انگلیسی: Abadie's sign of tabes dorsalis) نشانه‌ای بالینی برای تشخیص تابس دورسالیس است. برای انجام آن، باید زردپی آشیل را میان دو انگشت فشرد یا روی آن فشار آورد. انجام چنین کاری در مبتلایان به تابس دورسالیس، هیچگونه دردی ایجاد نمی‌کند؛ چرا که احساس درد عمقی در آنها از بین رفته است.
این نشانه پزشکی نام خود را از عصب‌شناس فرانسوی ژوزف آبادی می‌گیرد.